# Mährische Pforte

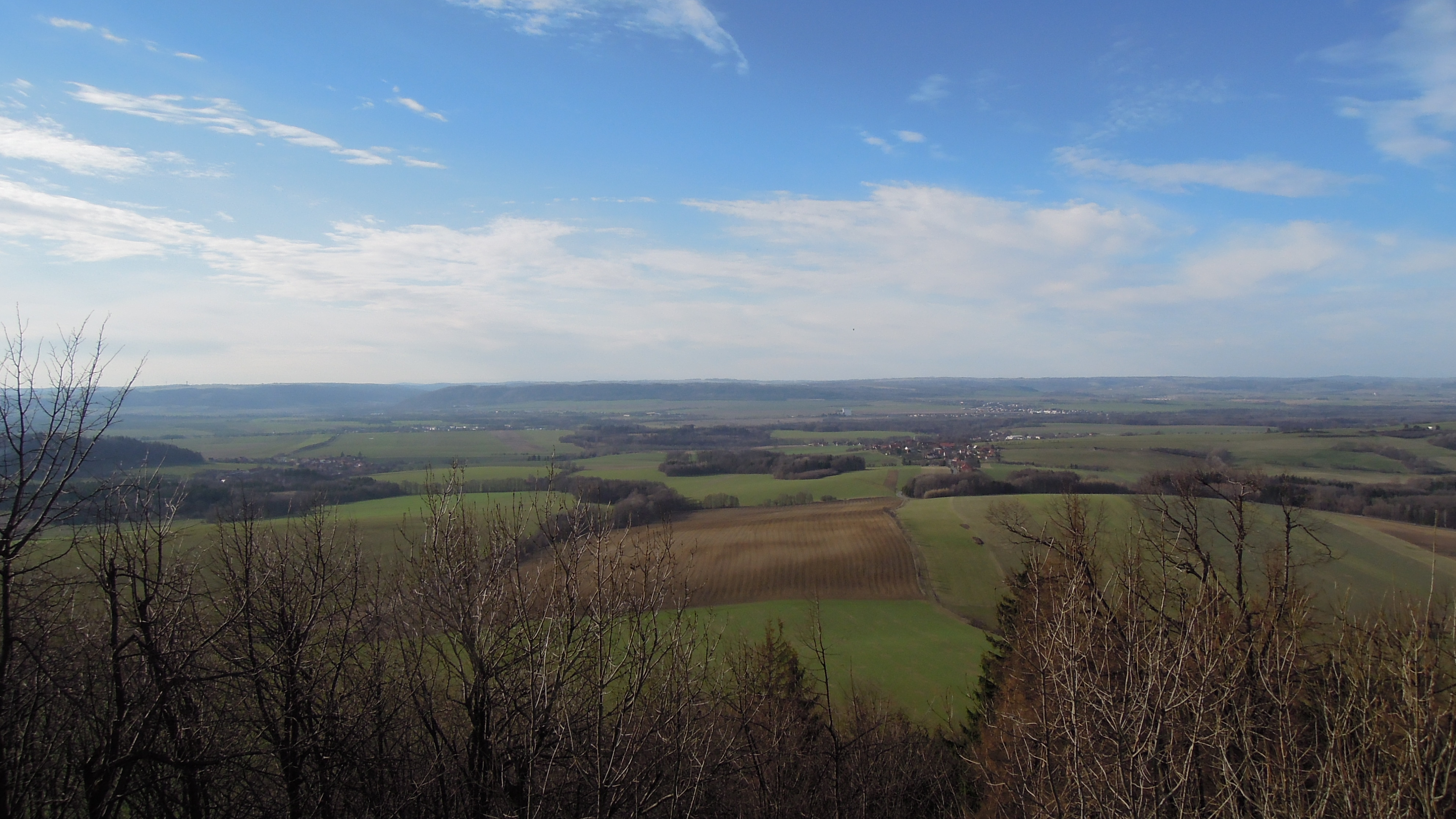
Nordseite der Mährischen Pforte, Blickrichtung Odry von der Burg Starý Jičín aus

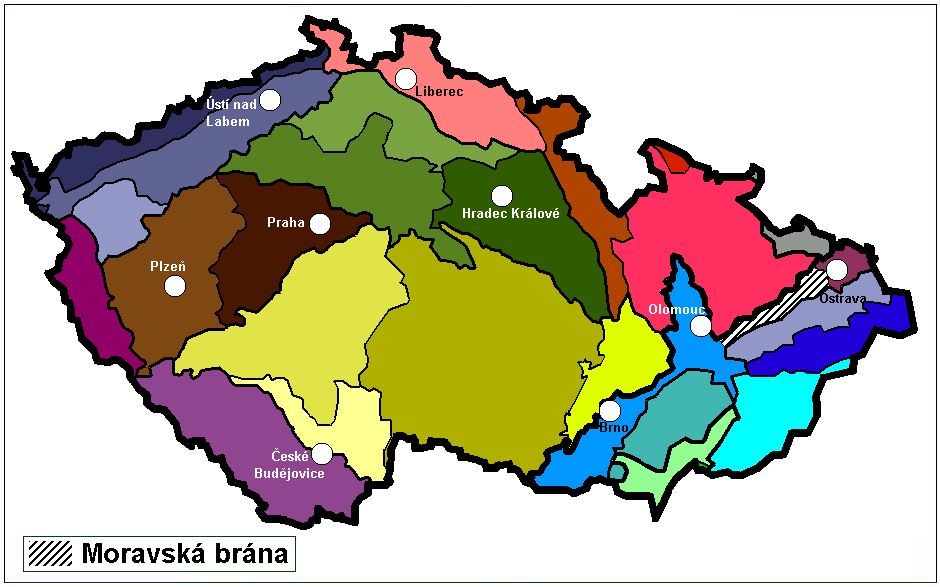
Die Mährische Pforte innerhalb der geomorphologischen Einteilung Tschechiens

Die Mährische Pforte (tschechisch Moravská brána, polnisch Brama morawska) ist eine Talwasserscheide zwischen den Einzugsgebieten der Oder und der March (Donau) in Mähren (Tschechien) und ist somit ein Teil der großen europäischen Wasserscheide.
Sie liegt zwischen den Gebirgsketten Niederes Gesenke (Oderberge und Kuhländchen) im Nordwesten, Hosteiner Berge im Süden, und Mährisch-Schlesische Beskiden (Mährische Walachei) im Südosten, nördlich der Stadt Hranice na Moravě (Mährisch Weißkirchen) in einer Höhe von etwa 310 m n.m. Ihr Scheitelpunkt liegt auf der Kuppe Kuče zwischen den Dörfern Olšovec (Ollspitz) und Bělotín (Bölten). Die westlich vorbeifließende Ludina gehört zum Einzugsgebiet der March, während die Doubrava im Osten ihr Wasser über die Luha der Oder zuführt.
Hier verlaufen die Hauptverkehrsverbindungen zwischen (Prag, Wien, Brünn) Přerov und Ostrava (Warschau): die Bahnstrecke des tschechischen Hauptkorridors II und im Zuge der Autobahn D1 die Europastraße 462.
Das EuroCity-Zugpaar 106/107 zwischen Graz und Przemyśl trägt den lateinischen Namen der Mährischen Pforte, Porta Moravica.

## Geschichte
Die Mährische Pforte ist mindestens seit der Bronzezeit ein Nadelöhr, durch das verschiedene, sich von hier aus nach Norden und Süden verästelnde, bedeutende Handelswege der Antike verliefen, wie etwa die sogenannte Bernsteinstraße.
Im 10. Jahrhundert verlief dadurch der Handelsweg von Prag nach Krakau, den die Chronica Boemorum erwähnt und den die tschechische Geschichtswissenschaft Trstenická stezka nennt, nach dem Fluss Trstenice im ostböhmischen Grenzgebiet (deutscher Name: „Strenitzer Steig“).
Der Stadtname Hranice bedeutet im Tschechischen Grenze(n) und erinnert an die slawische Stammeszeit, als es die Mährer von den Golensizen abtrennte. Damals war das Gebiet der Pforte ziemlich sumpfig und in den nassen Jahreszeiten wenig passierbar. Eine Alternative war der Jablunkapass. Dadurch griff das Mährerreich unter Svatopluk I. die oberschlesischen Stämme und Wislanen an und expandierte möglicherweise auch. In der Zeit der deutschrechtlichen Kolonisation entstand die Landschaft Kuhländchen, die bis zum 20. Jahrhundert die südöstlichste „deutsch-mährische Halbinsel“ ausmachte und mit den Sudeten und Westbeskiden das Gebiet der Lachischen Sprache vom Rest Mährens abtrennte.